# Упсалски университет
Университетът в Упсала (на шведски: Uppsala universitet) е обществен изследователски университет в Упсала, Швеция, разположен на около 78 км в посока север-северозапад от Стокхолм. Основан през 1477 г., университетът е най-старият в Швеция и намира място сред най-добрите университети в Северна Европа в международните класации.

## Галерия
- Gustavianum (построен през 20-те години на XVII в., днес университетски музей)
- Катедралата на Упсала и Ректората на Университета
- Carolina Rediviva, Централна университетска библиотека
- Сграда на Департамента по администрация
- Кемикум
- Економикум
- Палеонтологически музей
- Зоологически музей